# Festival du film français de Sacramento
 (décembre 2007).
Si vous disposez d'ouvrages ou d'articles de référence ou si vous connaissez des sites web de qualité traitant du thème abordé ici, merci de compléter l'article en donnant les références utiles à sa vérifiabilité et en les liant à la section « Notes et références ».
Le Festival du film français de Sacramento (en anglais : Sacramento French Film Festival, SFFF) est un festival créé en 2002 à Sacramento. Dès sa première édition, le SFFF a connu un grand succès, médiatique et public qui ne s'est jamais démenti depuis. Le SFFF est désormais un événement culturel majeur à Sacramento et l'événement français le plus important de la capitale californienne. Le Festival du film français de Sacramento est aujourd'hui le seul festival consacré au cinéma français en Californie du Nord. Il a reçu en 2005 le Arts Management Excellence Award décerné par le Arts & Business Council de Sacramento.
Le SFFF propose chaque année en juillet une sélection de films français contemporains, présentés en exclusivité à Sacramento (y compris des films exigeants présentés lors de séances de minuit le samedi) ; une sélection de grands classiques ; et des courts métrages français avec la collaboration d'Unifrance Paris. Depuis sa création le SFFF a par ailleurs développé des liens avec la communauté artistique de Sacramento en présentant des courts métrages, avec une « French connection », spécialement créés pour l'occasion par des artistes locaux, sous la direction du Directeur du Programme court du SFFF, le réalisateur Mark Herzig.
Le SFFF attire des spectateurs venus de bien au-delà de la vallée de Sacramento, entre autres de Californie du Sud, de l'Oregon ou encore de l'État de Washington. Le SFFF reçoit le soutien actif de nombreux artistes, professeurs et entreprises de Sacramento (y compris l'Alliance française de Sacramento) dont certains sont fidèles au festival depuis sa création.